# Жовтоводська міська територіальна громада
Жовтоводська міська територіальна громада — територіальна громада в Україні, в Кам'янському районі Дніпропетровської області, з адміністративним центром в місті Жовті Води.

## Загальна інформація
Площа території — 78,2 км², кількість населення громади — 45 087 особи, з них: міське — 43 591 осіб, сільське — 1 496 осіб (2020 р.).

## Населені пункти
До складу громади увійшли м. Жовті Води та села Волочаївка, Мар'янівка, Суха Балка.

## Історія
Утворена у 2020 році, відповідно до розпорядження Кабінету Міністрів України № 709-р від 12 червня 2020 року «Про визначення адміністративних центрів та затвердження територій територіальних громад Дніпропетровської області», шляхом об'єднання територій та населених пунктів Жовтоводської міської ради Дніпропетровської області та Мар'янівської сільської ради П'ятихатського району Дніпропетровської області.